# Спаркс, Николас
Николас Чарльз Спаркс (англ. Nicholas Charles Sparks; род. 31 декабря 1965, Омаха, Небраска, США) — американский писатель. Автор 23 романов, все из которых оказались бестселлерами по версии New York Times, и двух нехудожественных произведений, проданных тиражом более 115 миллионов экземпляров по всему миру на более чем 50 языках.

## Биография
Николас Чарльз Спаркс родился 31 декабря 1965 года в Омахе, штат Небраска, в семье профессора Патрика Майкла Спаркса (1942—1996) и домохозяйки Джил Эммы Марии Спаркс (1942—1989). У Николаса английские, ирландские, немецкие и чешские корни.
В 1985 году во время учёбы в школе Спаркс написал своё первое произведение «Расставание» (никогда не публиковалось), в 1989 году был написан также неопубликованный роман «Королевские убийства».
Учился в университете Нотр-Дам на спортивную стипендию. На первом же курсе в 1985 году, на соревнованиях по бегу — эстафета 4×800 метров — команда с его участием показала рекордный для колледжа результат.
После окончания колледжа Спаркс хотел стать юристом, также работал на должностях риэлтора, официанта, продавца по телефону.
В 1990 году в соавторстве с уроженцем индейской резервации лакота, олимпийским чемпионом 1960 года в беге на 10 000 м Билли Миллсом Спаркс написал работу в жанре популярной психологии Wokini: A Lakota Journey to Happiness and Self-Understanding. За первый год было продано около 50 000 копий книги.
В 1992 году Спаркс начал работать в фармацевтической компании и переехал в город Гринвилл, штат Южная Каролина. В свободное от работы время он начал писать роман «Дневник памяти». Два года спустя роман был замечен литературным агентом Терезой Парк, которая добилась подписания контракта на 1 миллион долларов за публикацию. «Дневник памяти» вышел в октябре 1996 года и возглавил список самых продаваемых книг New York Times уже в первую неделю продаж.
Впоследствии Спаркс написал ещё несколько бестселлеров. В 2000 году «People Magazine» признал Спаркса самым привлекательным автором года. Одиннадцать его романов были экранизованы: «Послание в бутылке» (1999), «Спеши любить» (2002), «Дневник Памяти» (2004), «Ночи в Роданте» (2008), «Дорогой Джон» (2010), «Последняя песня» (2010), «Счастливчик» (2012), «Тихая гавань» (2013), «Лучшее во мне» (2014), «Дальняя дорога» (2015), «Выбор» (2016).

### Личная жизнь
Со своей женой, Кэти, Николас Спаркс познакомился на весенних каникулах в 1988 году, а поженились они в июле 1989 года. В настоящий момент Николас и Кэти живут в городе Нью-Берн в Северной Каролине вместе с пятью детьми: три сына — Майлс, Райан, Лэндон, и две дочери — Лекси и Саванна.
6 января 2015 года сообщалось о разводе Спаркса с женой после 27 лет совместной жизни.

## Произведения
|    | Название                 | Оригинальное название       | Дата выхода   | ISBN                   |
| -- | ------------------------ | --------------------------- | ------------- | ---------------------- |
| 1  | Дневник памяти           | The Notebook                | октябрь 1996  | ISBN 0-446-52080-2     |
| 2  | Послание в бутылке       | Message in a Bottle         | апрель 1998   | ISBN 0-446-52356-9     |
| 3  | Спеши любить             | A Walk to Remember          | октябрь 1999  | ISBN 0-446-52553-7     |
| 4  | Спасение                 | The Rescue                  | сентябрь 2000 | ISBN 0-446-52550-2     |
| 5  | Крутой поворот           | A Bend in the Road          | сентябрь 2001 | ISBN 0-446-52778-5     |
| 6  | Ночи в Роданте           | Nights in Rodanthe          | сентябрь 2002 | ISBN 0-446-53133-2     |
| 7  | Ангел-хранитель          | The Guardian                | апрель 2003   | ISBN 0-446-52779-3     |
| 8  | Свадьба                  | The Wedding                 | сентябрь 2003 | ISBN 0-446-53245-2     |
| 9  | Три недели с моим братом | Three Weeks with My Brother | апрель 2004   | ISBN 0-446-53244-4     |
| 10 | Чудо любви               | True Believer               | апрель 2005   | ISBN 0-446-53243-6     |
| 11 | С первого взгляда        | At First Sight              | октябрь 2005  | ISBN 0-446-53242-8     |
| 12 | Дорогой Джон             | Dear John                   | октябрь 2006  | ISBN 0-446-52805-6     |
| 13 | Выбор                    | The Choice                  | сентябрь 2007 | ISBN 0-446-57992-0     |
| 14 | Счастливчик              | The Lucky One               | октябрь 2008  | ISBN 0-446-57993-9     |
| 15 | Последняя песня          | The Last Song               | сентябрь 2009 | ISBN 0-446-54756-5     |
| 16 | Тихая гавань             | Safe Haven                  | сентябрь 2010 | ISBN 0-446-54759-X     |
| 17 | Лучшее во мне            | The Best of Me              | октябрь 2011  | ISBN 978-5-17-097330-9 |
| 18 | Дальняя дорога           | The Longest Ride            | сентябрь 2013 | ISBN 978-5-17-084579-8 |
| 19 | Взгляни на меня          | See Me                      | октябрь 2015  | ISBN 978-5-17-094079-0 |
| 20 | Дважды два               | Two By Two                  | октябрь 2016  | ISBN 978-9-54-389411-6 |
| 21 | Каждый вдох              | Every Breath                | октябрь 2018  | ISBN 978-5-17-114234-6 |
| 22 | Возвращение              | The Return                  | май 2021      | ISBN 978-5-17-135993-5 |
| 23 | Желание                  | The Wish                    | сентябрь 2021 | ISBN 978-0-7515-6785-4 |
| 24 | Страна грез              | Dreamland                   | сентябрь 2022 |                        |

## Экранизации
|    | Название           | Дата выхода      |
| -- | ------------------ | ---------------- |
| 1  | Послание в бутылке | 12 февраля 1999  |
| 2  | Спеши любить       | 25 января 2002   |
| 3  | Дневник памяти     | 25 июня 2004     |
| 4  | Ночи в Роданте     | 26 сентября 2008 |
| 5  | Дорогой Джон       | 5 февраля 2010   |
| 6  | Последняя песня    | 31 марта 2010    |
| 7  | Счастливчик        | 17 мая 2012      |
| 8  | Тихая гавань       | 14 февраля 2013  |
| 9  | Лучшее во мне      | 15 октября 2014  |
| 10 | Дальняя дорога     | 3 апреля 2015    |
| 11 | Выбор              | 4 февраля 2016   |